# Thomas Vermaelen
Thomas Vermaelen (* 14. November 1985 in Kapellen) ist ein ehemaliger belgischer Fußballspieler und heutiger -trainer.

## Karriere

### Im Verein
Vermaelens Karriere begann in der Jugend von Germinal Ekeren. 1999 änderte der Verein seinen Namen in Germinal Beerschot. Zur Saison 2003/04 wechselte der Verteidiger zu Ajax Amsterdam. Nachdem er dort in seinem ersten Profijahr nur zu einem Einsatz gekommen war, gab man ihn für die Folgesaison auf Leihbasis an RKC Waalwijk ab. In Waalwijk kam er regelmäßiger zum Einsatz und erzielte seinen ersten Ligatreffer. Für die Saison 2005/06 kehrte er wieder zu Ajax zurück. In dieser Spielzeit entwickelte er sich zum Stammspieler. In den beiden nächsten Jahren gewann er mit der Mannschaft je zweimal den KNVB-Pokal und die Johan-Cruyff-Schaal.
Im Juni 2009 ging Vermaelen zum FC Arsenal.
In der Saison 2009/10 war er Stammverteidiger neben William Gallas und sollte den im Sommer zu Manchester City gewechselten Kolo Touré ersetzen. Vermaelen schoss im ersten Spiel der englischen Premier League das Tor zum 2:0 im Spiel gegen den FC Everton, das 6:1 für Arsenal endete. Insgesamt brachte Vermaelen es auf sieben Tore in der Premier League. Am Ende der Saison im Spiel gegen Tottenham Hotspur verletzte er sich und fiel für den Rest der Saison aus. Er wurde in das PFA Team of the Year gewählt.
Nach dem Weggang von Robin van Persie zu Manchester United wurde Vermaelen von Trainer Arsène Wenger zum neuen Mannschaftskapitän ernannt. In der Saison 2013/2014 absolvierte Vermaelen sein 100. Ligaspiel für Arsenal. Wegen vieler Verletzungen kam er nur auf 14 Premier-League-Einsätze und war hinter Per Mertesacker und Laurent Koscielny meist nur die dritte Wahl in der Innenverteidigung.
Zur Saison 2014/15 wechselte Vermaelen ein Jahr vor Vertragsende in die spanische Primera División zum FC Barcelona. Er unterschrieb einen Fünfjahresvertrag und kostete 10 Millionen Euro Ablöse, die sich ab einer bestimmten Einsatzzahl (um 5 Millionen Euro) und beim Gewinn der UEFA Champions League (um 3,8 Millionen Euro) erhöhen kann. Am letzten Spieltag gab er beim 2:2 im Spiel gegen Deportivo La Coruña sein Debüt in der Liga und für den FC Barcelona und war mit einem Einsatz am Meistertitel beteiligt. Die folgende Saison begann er als Stammspieler und in der zweiten Partie war sein erstes Ligator zugleich der Siegtreffer gegen den FC Málaga. Im dritten Spiel verletzte er sich aber erneut und fiel wieder lange aus. Um den Jahreswechsel spielte er noch zwei volle Partien, kam dann aber nur noch vereinzelt zu Kurzeinsätzen. Am Saisonende war er erneut verletzt. Trotzdem konnte er mit dem Verein den Meistertitel erfolgreich verteidigen. Außer in der Liga kam er auch in fünf Pokal und in drei Champions-League-Begegnungen zum Einsatz.
Zur Saison 2016/17 wechselte Vermaelen auf Leihbasis mit Kaufoption in die italienische Serie A zur AS Rom. Dort absolvierte er neun Ligaspiele.
Zur Saison 2017/18 kehrte Vermaelen nach Barcelona zurück. Mit 14 Ligaeinsätzen spielte er in dieser Saison so häufig wie nie beim FC Barcelona. In der Saison 2018/19 folgten neun Ligaeinsätze. Anschließend verließ er den Verein mit seinem Vertragsende.
Ende Juli 2019 schloss sich Vermaelen dem japanischen Erstligisten Vissel Kōbe an. In der ersten Saison gewann er mit Kōbe den Kaiserpokal (Japanischer Fußballpokal), wobei er in vier der fünf möglichen Pokalspielen eingesetzt sowie 8 der 14 möglichen Ligaspiele eingesetzt wurde.
In der nächsten Saison stand er beim gewonnenen Spiel um den japanischen Supercup auf dem Platz sowie in 14 von 34 Ligaspielen und in sechs von sieben Spielen der AFC Champions League 2020. In der Saison 2021 waren es 23 von 38 möglichen Ligaspielen mit einem Tor sowie ein Pokalspiel. Als sein Vertrag im Dezember 2021 auslief, wurde dieser von Kōbe nicht verlängert.

### In der Nationalmannschaft
Vermaelen hatte zwischen 2004 und 2007 für die U-21 Belgiens gespielt, ehe er erstmals in den Kader der A-Nationalmannschaft berufen wurde. Im Spiel gegen Luxemburg (2:0) gab er sein Debüt. Mit dem U-23-Team nahm er an den Olympischen Spielen 2008 teil und kam dabei zu fünf Einsätzen.
Vermaelen und die belgische Mannschaft qualifizierten sich für die Weltmeisterschaft 2014; er wurde von Nationaltrainer Marc Wilmots für den belgischen Kader nominiert. Er kam dabei im zweiten Gruppenspiel gegen Russland zum Einsatz.
Während der EM-Qualifikation 2014/15 war er die meiste Zeit verletzt und kam nur zweimal zum Einsatz. In den Vorbereitungsspielen zur Fußball-Europameisterschaft 2016 in Frankreich meldete er sich wieder zurück und wurde in den belgischen Kader für die EM aufgenommen. In den Gruppenspielen und im Achtelfinale stand er jeweils 90 Minuten auf dem Platz und war im Viertelfinale, das seine Mannschaft gegen Wales verlor, nach seiner zweiten Gelben Karte im Turnier gesperrt.
Bei der infolge der COVID-19-Pandemie erst im Jahr 2021 ausgetragenen Europameisterschaft 2020 gehörte er zum belgischen Kader und stand in allen fünf Spielen (3 Gruppenspiele, Achtelfinale, Viertelfinale) bis zum Ausscheiden gegen Italien auf dem Platz.

## Trainerlaufbahn
Nachdem Vermaelen Anfang 2022 keinen neuen Verein gefunden hatte, beendete er seine aktive Karriere und übernahm den Posten des Assistenztrainers der belgischen Nationalmannschaft als Ersatz für Shaun Maloney, der diese Position im Dezember 2021 aufgegeben hatte.

## Titel und Erfolge
Ajax Amsterdam
- Niederländischer Meister: 2004
- Niederländischer Pokalsieger: 2006, 2007
- Niederländischer Supercupsieger: 2005, 2006, 2007

FC Arsenal
- Englischer Pokalsieger: 2014

FC Barcelona
- Spanischer Meister: 2015, 2016, 2018
- Spanischer Pokalsieger: 2015, 2016, 2018
- UEFA-Champions-League-Sieger: 2015
- UEFA-Super-Cup-Sieger: 2015
- FIFA-Klub-Weltmeisterschaft: 2015

Vissel Kōbe
- Kaiserpokal: 2019
- Japanischer Fußball-Supercup: 2020